# Hedwigia juratzkae
Hedwigia juratzkae là một loài Rêu trong họ Hedwigiaceae. Loài này được Müll. Hal. mô tả khoa học đầu tiên năm 1876.